# Merremia ternifolia
Merremia ternifolia är en vindeväxtart som beskrevs av Henri François Pittier. Merremia ternifolia ingår i släktet Merremia och familjen vindeväxter. Inga underarter finns listade i Catalogue of Life.